# 아우터뱅크스 (드라마)
《아우터뱅크스》(영어: Outer Banks)는 미국의 드라마이다.

## 출연
- 체이스 스토크스 - 존 B 루틀지 역
- 매들린 클라인 - 세라 캐머런 역
- 매디슨 베일리 - 키아라 "키" 카레라 역
- 조너선 데이비스 - 포프 헤이워드 역
- 루디 팬코 - JJ 메이뱅크 역
- 오스틴 노스 - 토퍼 역
- 찰스 에스튼 - 워드 캐머런 역
- 드루 스타키 - 레이프 캐머런 역
- 칼라시아 그랜트 - 클레오 역